# Associazione Sportiva Dilettantistica Sorrento 1945
L'Associazione Sportiva Dilettantistica Sorrento 1945 és un club de futbol italià de la ciutat de Sorrento (Nàpols), a la Campània. Va ser fundat el 1945 i actualment participa a la Sèrie D, corresponent al quart nivell de competició del sistema de lligues del futbol italià.

## Història
El club va ser fundat el 1945 com a SS Sorrento Calcio de la mà d'exatletes i dirigents del primer conjunt sorrentí, el Nazario Sauro 1929. El 1971, el Sorrento va aconseguir el seu primer i - fins avui - únic ascens a la Sèrie B. Va romandre un sol any en la categoria de plata italiana, jugant de local a l'Estadi San Paolo de Nàpols.
Després d'uns anys de decadència, el conjunt va desaparèixer el 2016, i fou refundat el mateix any com a ASD Football Club Sorrento, de la fusió de l'equip de futbol sala Atlètic Sorrento i el Sant'Antonio Abate. El 2017, va assumir el nom actual i l'any següent va ascendir a la Sèrie D.